# Калвисон
Калвисон (фр. Calvisson) насеље је и општина у јужној Француској у региону Лангдок-Русијон, у департману Гар која припада префектури Ним.
По подацима из 2011. године у општини је живело 5132 становника, а густина насељености је износила 177,15 становника/km². Општина се простире на површини од 28,97 km². Налази се на средњој надморској висини од 50 метара (максималној 215 m, а минималној 23 m).

## Демографија
| 1962. | 1968. | 1975. | 1982. | 1990. | 1999. | 2011. |
| ----- | ----- | ----- | ----- | ----- | ----- | ----- |
| 1.792 | 1.802 | 1.793 | 2.088 | 2.725 | 3.597 | 5.132 |

График промене броја становника у току последњих година